# Guanoxano
Il guanoxano è una sostanza ad azione simpaticolitica.
In passato è stato utilizzato come agente antiipertensivo con azioni simili a quelle della guanetidina.
Il suo è stato oggi abbandonato. 
Il farmaco è stato anche utilizzato in caso di botulismo in sostituzione della guanidina.

## Storia
Il farmaco fu posto in commercio intorno al 1960 dalla azienda farmaceutica Pfizer Limited. con il nome commerciale Envacar. Durante i primi trial clinici fu chiamato composto 1003.

## Farmacodinamica
Il guanoxano è in grado di bloccare il rilascio di adrenalina e noradrenalina nelle terminazioni nervose simpatiche a livello postgangliare e determina una deplezione di queste sostanze. Gli studi hanno dimostrato che gli effetti ipertensivi correlati all'infusione endovenosa di noradrenalina nei cani trattati con guanoxano erano marcatamente ridotti a causa del blocco dei recettori alfa.

## Usi clinici
Il farmaco venne utilizzato come antiipertensivo, con azione simile a quella della guanetidina, alla quale veniva spesso confrontato

## Effetti collaterali
Fin dai primi trial clinici i pazienti trattati con guanoxano alle dosi terapeutiche mostrarono tra i possibili effetti collaterali: nausea, diarrea, vertigine posturale e da attività fisica, disfunzioni sessuali, congestione nasale ed aumento ponderale.

L'uso del farmaco come antiipertensivo è oggi stato abbandonato per i danni epatici, gravi alterazioni dei test di funzionalità epatica, ittero colestatico, necrosi epatica cronica, che si manifestavano in seguito alla sua assunzione. Le prime segnalazioni in tal senso si ebbero già nel 1966, a breve distanza dal suo utilizzo.